# 扁頭亞氏天竺鯛
扁頭亞氏天竺鯛（學名：Yarica hyalosoma），又稱扁頭天竺鯛，俗名大面側仔，為輻鰭魚綱鈎頭魚目天竺鯛科的其中一個種。

## 分布
本魚分布於西太平洋區，日本、台灣、菲律賓、泰國、越南、馬來西亞、澳洲、汶萊、關島、巴布亞紐幾內亞、密克羅尼西亞、帛琉等海域。

## 深度
水深0至2公尺。

## 特徵
本魚體延長而側扁，眼大，口大略下位。體從背部略隆起，頭部略扁。體色呈銅色，側線明顯，尾柄上有一個明顯的黑色斑點，其寬度正好在臀鰭基底之前大約等於眼直徑。背鰭硬棘7枚；背鰭軟條9枚；臀鰭硬棘2枚；臀鰭軟條8枚，體長可達17公分。

## 生態
本魚棲息於紅樹林河口區，為廣鹽性魚類，屬夜行性。繁殖期時，雄魚具有口孵習性，卵約7日化成仔魚，由雄魚吐出，具短暫的仔魚飄浮期。

## 經濟利用
不具經濟價值。